# Ryrkaypiy
Ryrkaypiy (en russe : Рыркайпий) est un village du district de Tchoukotka dans l'extrême Orient russe.
Sa population était de 766 habitants en 2010.